# XLS
XLS je přípona souborů specifikace Office Open XML vytvořených v aplikaci Microsoft Excel. Data jsou uložena v binárním formátu. Jedná se o předchůdce formátu XLSX a formátu XLSB, který je specifický pro Microsoft Excel 2007.